# Berkeley (Gloucestershire)
Pour les articles homonymes, voir Berkeley.
Berkeley, ville de marché ancienne et une paroisse civile anglaise, se trouve au district de Stroud dans le comté du Gloucestershire.

## Géographie
Berkeley est situé entre le fleuve Severn au nord-ouest et l'autoroute M5 au sud-est, à mi-chemin entre Bristol et Gloucester. La localité est bâtie sur une petite colline. Elle est traversée aussi par le ruisseau Avon (en).

## Toponymie
Berkeley a été pour la première fois citée en 824 sous le nom de Berclea, du vieil anglais "birch lea" (la clairière aux bouleaux).

## Histoire
La ville est connue pour abriter un château dans lequel le roi Édouard II fut emprisonné et assassiné. C'est aussi la ville natale d'Edward Jenner, scientifique à l'origine de la vaccination (variole).
Un port puis un bourg, place importante à l'époque médiévale y compris la paroisse historique de Berkeley qui était la plus importante dans le Gloucestershire.
Berkeley a également été le site d'une centrale nucléaire, aujourd'hui désaffectée, qui disposait de deux réacteurs nucléaires Magnox. Elle a été une des premières centrales britanniques à fournir de l'électricité. Les restes ont été coulés dans une chape de béton.
Une légende locale raconte que la ville abritait autrefois la sorcière de Berkeley, qui a vendu son âme au Diable en échange de la richesse. Il est dit que, en dépit de sa tentative de se réfugier dans l'église, le Diable  l'emporta sur un cheval noir couvert de pointes.

### Images

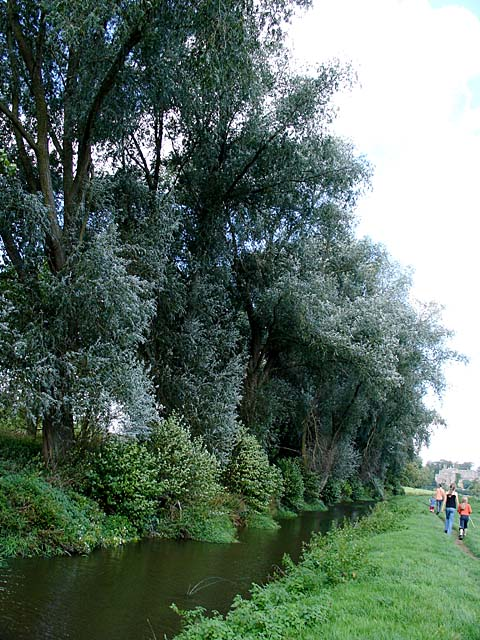
L'Avon
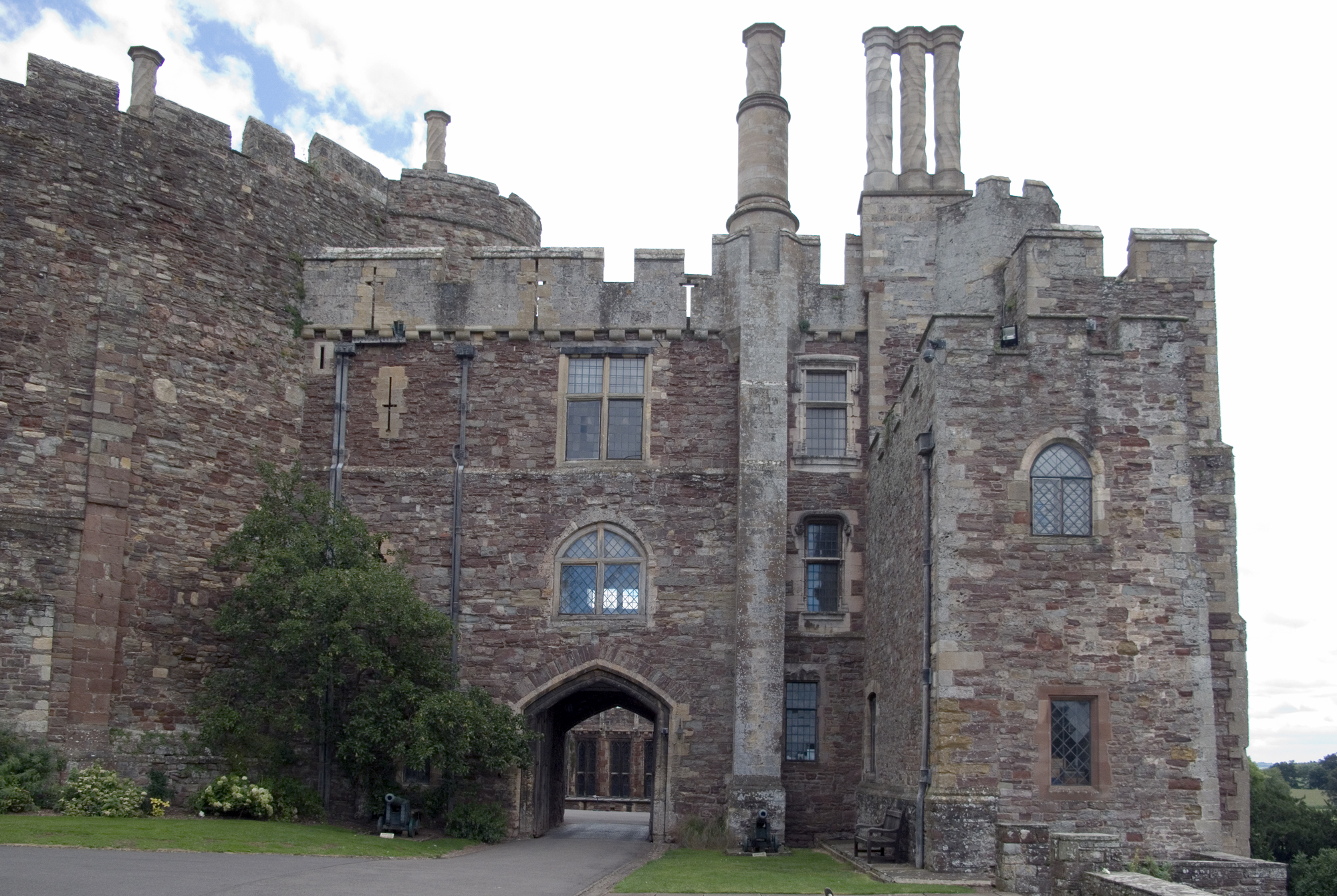
Château de Berkeley
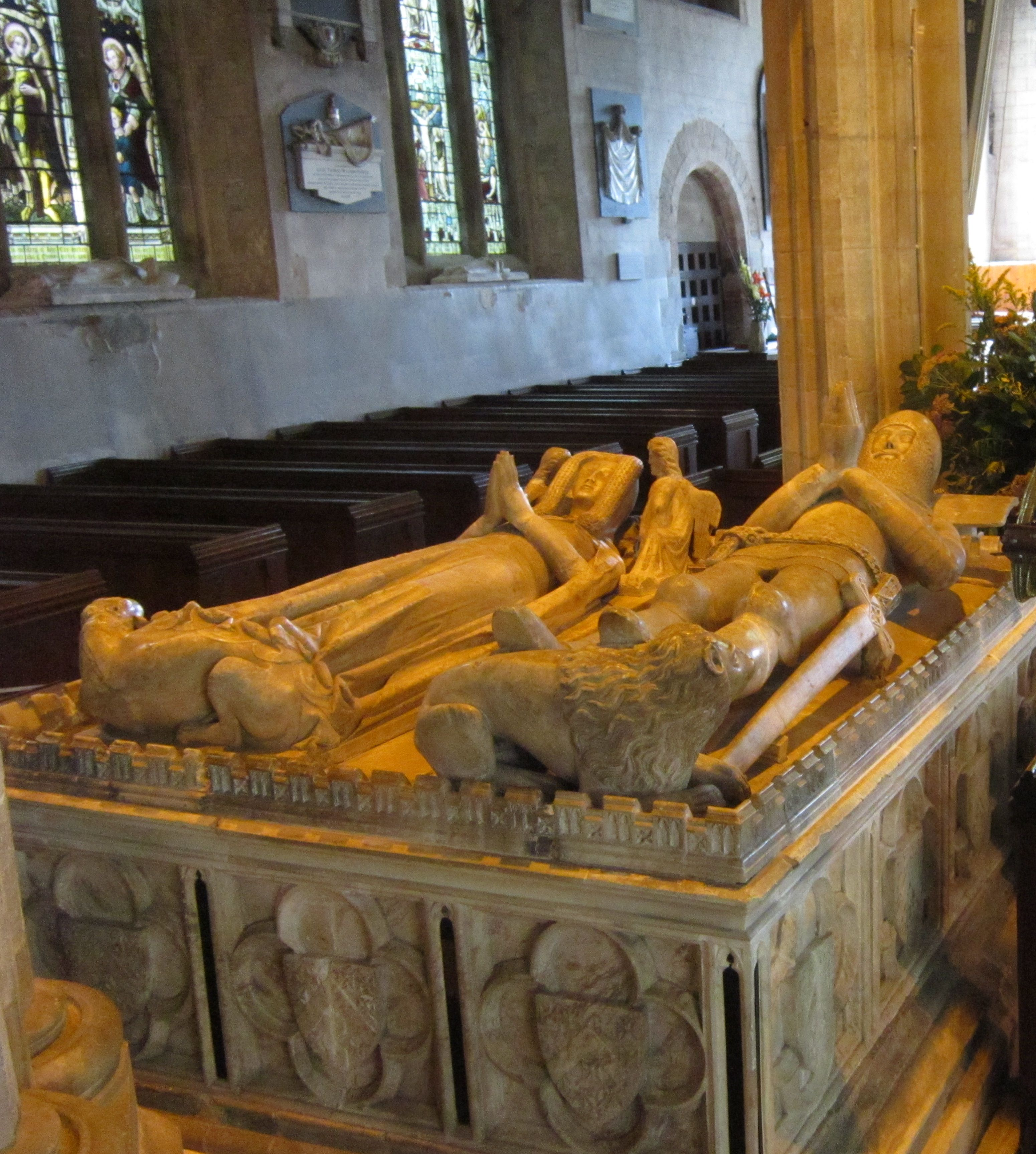
Gisants mediévaux du 3e baron Berkeley († 1361) et femme à l'église Sainte-Marie-la-Vierge
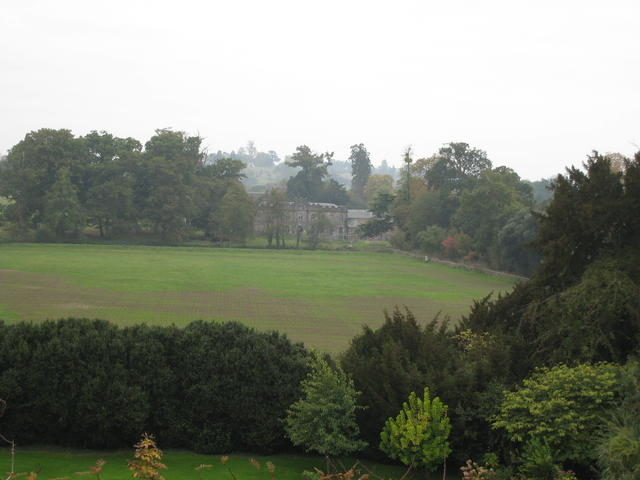
Chasse de Berkeley (chenils)